# Korsholms vuxeninstitut
Korsholms vuxeninstitut (finska Mustasaaren aikuisopisto) grundades 1966 som Femte ungdomsringens medborgarinstitut och upprätthölls då av en garantiförening. I samband med kommunaliseringen 1973 blev institutet kommunalt och samtidigt tvåspråkigt under namnet Korsholms medborgarinstitut – Mustasaaren kansalaisopisto. Namnet Korsholms vuxeninstitut – Mustasaaren aikuisopisto antogs 1.8.1999. Institutet upprätthålls av Korsholms kommun och leds av Välfärdsutskottet.
Korsholms vuxeninstitut verkar inom den fria bildningen och erbjuder mångsidig utbildning i form av föreläsningar och kurser. Ändamålet är att bemöta det lokala bildningsbehovet och erbjuda studier enligt eget val, främja individers mångsidiga utveckling, befrämja demokrati och sammanhållning i samhället. Kurserna är öppna för alla och har varken inträdesprov eller examen. Invånarna kan fritt lämna in önskemål om kurser de vill att ska ordnas.
Korsholms vuxeninstitut ett av Svenskfinlands största medborgarinstitut. Sedan 1987 har institutet egna lokaliteter för administration och undervisning i Korsholms kulturhus i kommunens centrum. Undervisning sker också runtom i byarna i bland annat kommunens skolor, uf-lokaler, hembygdsföreningshus och församlingshem.
Årligen verkställer Korsholms vuxeninstitut omkring 600 kurser av varierande längd i olika ämnen, bland annat musik, hantverk, IT, språk, hälsa och motion, bildkonst, fotografering, trädgård, natur, mat och dryck. En del kurser är korta, en kväll eller ett veckoslut, andra kurser sträcker sig över hela terminen. Kurserna och föreläsningarna har en deltagaravgift och kräver vanligen förhandsanmälan. Omkring 35–40 procent av kurserna är finsk- eller tvåspråkiga.
Inom vuxeninstitutets verksamhet ordnas även grundläggande konstundervisning för barn och unga inom bildkonst och hantverk.